# تشارلز بارتلي
تشارلز بارتلي (بالإنجليزية: Charles Bartley)‏ هو مهندس أمريكي، ولد في 1921، وتوفي في 1996.